# Adrani
Adrani (cyr. Адрани) – wieś w Serbii, w okręgu raskim, w mieście Kraljevo. W 2011 roku liczyła 2232 mieszkańców.